# Sofía Zhukova
Sofia Ivanovna Zhukova (en ruso: Софья Ивановна Жукова; pueblo de Zvyagino, distrito de Vachsky, región de Gorky, URSS, 18 de marzo de 1939-Jabárovsk, Rusia, 29 de diciembre de 2020) fue una asesina en serie rusa que cometió tres asesinatos entre 2005 y 2019. En el momento de su último crimen, tenía 80 años, convirtiéndose así en la asesina en serie más anciana en la historia de Rusia y la Unión Soviética. Algunas fuentes afirman que Zhukova parcialmente comió a sus víctimas. Falleció a causa del coronavirus antes de ser juzgada y fue declarada culpable de manera póstuma.

## Biografía
Zhukova nació en 1939 en el pueblo de Zvyagino, en el Óblast de Nizhni Nóvgorod. No tenía educación formal, apenas sabía leer y escribir, y trabajaba como obrera. Más tarde, se mudó a Jabárovsk, donde se estableció en las afueras de la ciudad, en el pueblo de Berezovka. Se casó y tuvo dos hijos. En 2005, falleció el esposo de Zhukova. Después de eso, ocurrieron cambios en su psiquis, lo que fue la razón de los asesinatos. Zhukova a menudo tenía conflictos con los vecinos y los amenazaba, pero nadie tomaba sus amenazas en serio.

### Crímenes
El 14 de diciembre de 2005, Zhukova asesinó brutalmente a su vecina de ocho años, Anastasia Alexeenko, con un hacha, desmembró su cuerpo y arrojó los restos desmembrados a la calle en una bolsa. Posteriormente, explicó el crimen alegando que la niña supuestamente hacía demasiado ruido. Dos semanas después, uno de los residentes descubrió los restos desmembrados de la niña. Nadie sospechaba que Zhukova fuera la autora del crimen.
A finales de marzo y principios de abril de 2013, Zhukova mató a su amiga, Anastasia Mikheeva, de 77 años, quien la estaba visitando en el apartamento, con un hacha. Los restos desmembrados de Mikheeva también fueron encontrados por residentes locales en las cercanías. Zhukova explicó posteriormente el asesinato debido a que su amiga se comportaba de manera arrogante hacia ella. En el apartamento de Zhukova, los agentes del orden encontraron rastros de sangre, pero ella les explicó que su invitada tenía una hemorragia nasal debido a la presión arterial alta. Zhukova fue sospechosa, pero no se presentaron cargos de asesinato en su contra.
En la noche del 28 al 29 de enero de 2019, Zhukova mató a hachazos y desmembró al conserje de 57 años, Vasily Shlyakhtich, quien alquilaba una habitación en su casa. Sus restos desmembrados fueron encontrados en la basura por niños de diez años.

### Investigación y juicio
Inicialmente, Zhukova solo confesó el asesinato del conserje, pero más tarde le contó a sus compañeras de celda en el centro de detención preventiva sobre el asesinato de una niña y una amiga. Las compañeras informaron a los investigadores sobre esto. Pronto, Zhukova misma se declaró culpable, detallando las circunstancias y razones de cada asesinato, pero después de un par de meses retiró su confesión. Un examen psicológico y psiquiátrico forense encontró a Zhukova cuerda. A finales de diciembre de 2020, enfermó de COVID-19 y fue ingresada en el hospital número 10 de la ciudad de Jabárovsk, donde falleció el 29 de diciembre. Fue declarada culpable de tres asesinatos póstumamente.